# Крістоф Гено
Крістоф Гено  (фр. Christophe Guénot, 7 січня 1979, Сен-Ремі) — французький борець греко-римського стилю, бронзовий призер чемпіонату світу, дворазовий бронзовий призер чемпіонаті Європи, бронзовий олімпійський медаліст.

## Життєпис
Боротьбою почав займатися з 1985 року.
Виступав за борцівський клуб «US Métro» Париж. Тренер — Патрік Мурьє.
У 2008 році виграв бронзову нагороду на літніх Олімпійських іграх в Пекіні у ваговій категорії до 74 кг. На тій же Олімпіаді його молодший брат Стів Гено сенсаційно переміг у ваговій категорії до 66 кг . Золота олімпійська медаль Стіва Гено стала для Франції першою найвищою нагородою у боротьбі з 1936 року.

## Спортивні результати на міжнародних змаганнях

### Виступи на Олімпіадах
| Змагання                    | Збірна  | Вагова категорія                 | Місце  |
| --------------------------- | ------- | -------------------------------- | ------ |
| Літні Олімпійські ігри 2008 | Франція | греко-римська боротьба, до 74 кг | Бронза |
| Літні Олімпійські ігри 2012 | Франція | греко-римська боротьба, до 74 кг | 8      |

### Виступи на Чемпіонатах світу
| Змагання                        | Збірна  | Вагова категорія                 | Місце  |
| ------------------------------- | ------- | -------------------------------- | ------ |
| Чемпіонат світу з боротьби 2005 | Франція | греко-римська боротьба, до 74 кг | 16     |
| Чемпіонат світу з боротьби 2007 | Франція | греко-римська боротьба, до 74 кг | Бронза |
| Чемпіонат світу з боротьби 2009 | Франція | греко-римська боротьба, до 74 кг | 8      |
| Чемпіонат світу з боротьби 2010 | Франція | греко-римська боротьба, до 74 кг | 10     |
| Чемпіонат світу з боротьби 2011 | Франція | греко-римська боротьба, до 74 кг | 31     |

### Виступи на Чемпіонатах Європи
| Змагання                         | Збірна  | Вагова категорія                 | Місце  |
| -------------------------------- | ------- | -------------------------------- | ------ |
| Чемпіонат Європи з боротьби 2001 | Франція | греко-римська боротьба, до 69 кг | 10     |
| Чемпіонат Європи з боротьби 2002 | Франція | греко-римська боротьба, до 74 кг | 22     |
| Чемпіонат Європи з боротьби 2004 | Франція | греко-римська боротьба, до 74 кг | 15     |
| Чемпіонат Європи з боротьби 2006 | Франція | греко-римська боротьба, до 74 кг | 8      |
| Чемпіонат Європи з боротьби 2008 | Франція | греко-римська боротьба, до 74 кг | Бронза |
| Чемпіонат Європи з боротьби 2011 | Франція | греко-римська боротьба, до 74 кг | Бронза |
| Чемпіонат Європи з боротьби 2012 | Франція | греко-римська боротьба, до 74 кг | 5      |

### Виступи на інших змаганнях
| Змагання                                                        | Збірна  | Вагова категорія                 | Місце  |
| --------------------------------------------------------------- | ------- | -------------------------------- | ------ |
| Середземноморські ігри 2001                                     | Франція | греко-римська боротьба, до 69 кг | Золото |
| Середземноморські ігри 2005                                     | Франція | греко-римська боротьба, до 74 кг | Бронза |
| Гран-прі Німеччини з боротьби 2007                              | Франція | греко-римська боротьба, до 74 кг | Срібло |
| Турнір Дана Колова — Николи Петрова 2007                        | Франція | греко-римська боротьба, до 74 кг | 10     |
| Турнір Дана Колова — Николи Петрова 2008                        | Франція | греко-римська боротьба, до 74 кг | 7      |
| Середземноморські ігри 2009                                     | Франція | греко-римська боротьба, до 74 кг | Срібло |
| Міжнародний турнір «Cristo Lutte» 2010                          | Франція | греко-римська боротьба, до 74 кг | Золото |
| Гран-прі Німеччини з боротьби 2010                              | Франція | греко-римська боротьба, до 74 кг | Срібло |
| Золотий Гран-прі з боротьби 2010 (Баку)                         | Франція | греко-римська боротьба, до 84 кг | 15     |
| Міжнародний турнір «Cristo Lutte» 2011                          | Франція | греко-римська боротьба, до 74 кг | 5      |
| Кубок Владислава Питласинські 2011                              | Франція | греко-римська боротьба, до 74 кг | 10     |
| Турнір Дана Колова — Николи Петрова 2012                        | Франція | греко-римська боротьба, до 74 кг | 19     |
| Олімпійський кваліфікаційний турнір з боротьби 2012 (Софія)     | Франція | греко-римська боротьба, до 74 кг | 18     |
| Олімпійський кваліфікаційний турнір з боротьби 2012 (Тайюань)   | Франція | греко-римська боротьба, до 74 кг |        |
| Олімпійський кваліфікаційний турнір з боротьби 2012 (Гельсінкі) | Франція | греко-римська боротьба, до 74 кг | Срібло |

### Виступи на змаганнях молодших вікових груп
| Змагання                                       | Збірна  | Вагова категорія                 | Місце |
| ---------------------------------------------- | ------- | -------------------------------- | ----- |
| Чемпіонат Європи з боротьби серед юніорів 1996 | Франція | вільна боротьба, до 68 кг        | 11    |
| Чемпіонат світу з боротьби серед юніорів 1997  | Франція | греко-римська боротьба, до 70 кг | 31    |
| Чемпіонат світу з боротьби серед юніорів 1998  | Франція | греко-римська боротьба, до 70 кг | 12    |
| Чемпіонат світу з боротьби серед юніорів 1999  | Франція | греко-римська боротьба, до 69 кг | 12    |